# Castelul Daniel din Tălișoara
Castelul Daniel din Tălișoara este un monument istoric aflat pe teritoriul satului Tălișoara, comuna Brăduț. În Repertoriul Arheologic Național, monumentul apare cu codul 64087.02.